# 이중환
이중환(李重煥, 1691년 1월 23일(음력 1690년 12월 25일)~1756년 2월 1일(음력 1월 2일))은 조선 후기의 문신이자 실학자, 사상가, 철학자이다. 본관은 여주(驪州)이고, 자는 휘조(輝祖), 호는 청담(淸潭)·청화산인(靑華山人)이다.
음서로 출사하여 통덕랑으로 재직 중 1713년 증광문과에 병과로 급제하여 승정원가주서(假注書)가 되고 그 해 승문원 부정자, 승문원 정자를 역임하였다. 이후 부사정 등을 거쳐 1716년 목호룡 등과 함께 숙빈 최씨의 묘지를 선정하러 전국을 답사하고 돌아왔다. 1717년(숙종 43년) 김천도찰방, 1719년 승정원 주서, 1720년(경종 즉위년) 춘추관사관, 성균관 전적, 1722년(경종 2) 병조정랑, 성균관전적, 1723년 병조정랑, 부사과를 역임했다.
그러나 경종 때 목호룡이 노론 4대신이 경종을 폐출하려 한다고 고변한 신임옥사 이후 소론계로부터는 노론에게 협력하였다는 이유로 공격당했고, 영조 즉위 후에는 노론으로부터 신임옥사 당시 그가 목호룡에게 말을 빌려 준 것을 문제삼아 공격당했다. 목호룡 고변 관련자들을 국문할 때 함께 체포되어 구금, 국문당한 뒤 파면되었다. 이후 학문 연구에 전념하였으며 전국을 다니면서 지리·사회·경제를 오래 연구하여 《택리지》를 저술하였다. 1753년 통정대부에 임명되었으나 요직에 중용되지는 못하였다. 1701년에 충청도 관찰사를 지낸 이진휴의 아들이다. 성호 이익의 문인이자 그의 재종손이었다. 당색으로는 남인이었다.

## 생애

### 생애 초반
이중환은 1690년 12월 25일 충청도 공주 출생으로 정확한 출생지는 전하지 않는데, 백마강 북쪽에서 태어났을 것으로 추정된다. 숭진(崇鎭)의 증손으로, 할아버지는 영(泳)이고, 아버지는 충청도관찰사와 참판을 지낸 이진휴(李震休)이며, 어머니는 오상주(吳相胄)의 딸이다. 성호 이익의 재종손으로, 재종조부인 이익의 문하에서 학문을 배웠다.
그는 성호 이익의 학풍을 물려받아 인문학 연구에 전념하였는데, 그는 안정복, 신후담의 공서파와 권철신, 권일신 등의 신서파와는 달리 천주교 수용여부보다는 사회와 인문, 지리학에 관심을 두었다. 이후 그는 자연 환경과 인간의 생활 방식 간의 관계를 오래도록 연구하였다. 1704년(숙종 30년) 강릉부사로 부임한 아버지 이진휴를 따라 강릉에 갔다가 1708년 고향으로 되돌아왔다. 음서로 관직에 올라 통덕랑(通德郞)이 되었으며, 1710년 부친상을 당한 뒤 과거 시험에 전념하였다.

### 과거 급제와 관료 생활
1713년(숙종 39년) 통덕랑으로 재직 중 증광문과(增廣文科)에 병과(丙科)로 급제하여 승정원가주서(假注書)가 되고 그 해 승문원 부정자, 승문원 정자를 역임하였다. 그의 과거 급제 동기 중 윤순, 조문명 등은 소론계 인사였다. 그는 친우인 오광운, 이인복과 함께 남인의 강경파인 청남의 당원으로 활동하였다. 이후 부사정(副司正) 등을 거쳐 1716년에는 목호룡과 같이 숙빈 최씨의 묘지를 구하기 위해서 황해도와 충청도, 경상도 등을 답사하고 돌아왔다. 1717년(숙종 43년) 김천의 도찰방(道察訪)을 지냈으며, 신임사화 후 병조좌랑을 지냈다.
1719년에는 승정원 주서를 거쳐 그 1720년(경종 즉위년) 춘추관사관, 성균관 전적 등을 역임하고, 1722년(경종 2) 병조정랑, 성균관전적을 거쳐 1723년(경종 3년) 병조정랑, 부사과에 임명되었다. 1722년(경종 2년) 노론 대신들이 세가지 방법을 동원하여 경종을 제거하고 왕위를 찬탈하려고 모의했다는 목호룡의 고변이 있었다. 이때 그는 장인인 목일임(睦林一, 경남 사천)의 친족인 목호룡에게 말을 빌려주었다가 후에 옥사에 연루된다. 1723년(경종 3년) 6월 소론계 오명항은 그가 노론 계열이 주도한 신임옥사에 관련되었다며 노론계 인사들과 엮어서 탄핵당하기도 하였다.

### 형문과 유배
1723년(경종 3년) 병조정랑 겸 춘추관기주관이 되었다가 1724년 영조가 즉위하고 목호룡이 1722년(경종 2년)의 신임사화에 관련되었다 하여 영조 즉위 후 1726년 목호룡 일파가 사형되자 그는 목호룡에게 말을 빌려주었다는 이유로 심문당했다. 이후 백망(白望)의 사건에 연좌되어 그의 일당과 함께 이듬해 절도로 유배형을 받았다가, 1727년 풀려나왔다.
의금부에 투옥된 이후 1725년(영조 1) 2월부터 4월까지 네 차례나 형을 받았다. 이중환은 이 사건에서 자신의 무죄를 주장하였지만 뚜렷한 증거가 없었기 때문에 유배형을 받고 1726년 12월 섬에 유배되었다가, 1727년 10월에 석방되었으나 그 해 12월에 사헌부의 탄핵으로 다시 유배령이 내려졌다. 유배에서 풀려난 뒤에도 정치참여의 자격이 박탈돼 전국을 유랑하며 지내야 했다. 이후 관직을 단념하고 고향 공주로 물러났다. 그는 몰락한 사대부가 되어 한 곳에 정착하지 못하고 전국을 떠돌아 다니는 불우한 신세가 되었다.

### 전국 답사와 학문 활동
이후 사헌부의 거듭된 탄핵으로 다시 유배령이 내려졌으나 철회되었다. 그 후 30년간을 전국을 돌아다니며 지리·사회·경제 등을 연구하였다. 성호 이익의 제자로서 그 학풍을 계승하여 인문 지리학의 선구자로 활약하였다. 1751년부터 택리지를 저술하였다.
유배에서 풀려나 세상을 떠날 때까지 일정한 거처도 없이 이곳 저곳을 떠돌아다니면서 세상의 온갖 풍상을 다 겪으면서 살았다 한다. 그는 조선 전역 강토를 두루 답사했으며, 이 과정에서 당시 전국의 인심과 풍속 및 물화의 생산지, 집산지 등을 파악할 수 있었고, 이를 간략하게 기록으로 남겼다가 후에 택리지 등을 저술하는데 참고하였다.
그는 자신의 저서를 저술하면서 스승이자 재종조부인 이익에게 자문하였고, 이익은 1751년 완성된 그의 책 택리지의 책의 원고를 읽고 나서 내용을 교열, 수정해주고 잘못된 부분을 지적하였으며，택리지의 서문과 발문을 직접 써주기도 했다.
사대부로서의 신분적 위치와 서민적 현실생활의 괴리에서 무척 고민하였던 실학자였으며 박지원, 박제가에게 영향을 끼쳤다. 1753년(영조 30년) 특명으로 은전을 받고 통정대부로 승진하였다.

### 최후
《택리지》는 조선 후기의 대표적인 인문지리서였다. 1756년에 사망하였다. 정확한 사망연대는 전하지 않아 일설에는 1760년에 사망했다는 설도 있다. 묘소는 황해도 금천군 설라산에 안장되었다.

## 저서
- 《택리지》 등.

## 사상과 학문
그는 실용적인 학문과 생산의 당위성을 역설하였다. 생산활동에 지리적 환경을 이용할 것과 상업적 농업의 필요성을 강조했으며, 장사에 대한 편견, 금전에 대한 무조건적인 비난을 지양할 것을 촉구하였다. 또한 원활한 생산활동을 위해서는 수송 수단의 발달이 중요함을 역설했다.

### 지리학
택리지의 '복거총론'에서 그는 기본적인 주거조건으로 네 가지를 들고 이를 근거로 사람들이 살기에 가장 적합한 곳을 구체적으로 제시하고 있다．그가 지리학에 관심을 가지게 된 동기는 관직에서 물러난 사대부들이 살아갈 수 있는 새로운 삶의 터전을 찾아보자는 것이 목적이었다. 일찍이 풍수지리학에도 조예가 깊던 그는 목호룡 등이 숙빈 최씨의 묘자리를 간택할 때 그도 참여하였다. 새로운 삶의 터전으로 좋은 길지를 찾으면서 그는 길지를 선정하는 기준으로 교통편이 용이하고, 인심과 산천이 좋은 곳이어야 하며, 경제적 교류가 좋은 곳이었는데 자신의 저서 택리지를 통해 이러한 신념을 남겼다.
그는 지리 생리 인심 산수 가운데 인문적 주거조건에 해당하는 생리와 인심을 더욱 중요하게 생각했다．이중환은 '풍속이 좋지 않으면 자손에게도 해를 미친다'고 하여 풍속이 아름답고 인정이 넘치는 곳을 강조했다．지역 주민들의 수준, 인심 등도 거주지를 마련할 때 반드시 살펴볼 점으로 제시했다. 그는 택리지에서 당쟁의 폐해에 따른 인심 타락상을 경고하는 한편，당쟁의 원인과 경과를 비교적 자세히 기록하기도 했다.
택리지에서 그는 각 지역의 지형, 사람, 인심, 습속, 경제 등 다양한 방면에 대한 의견을 남겨두었다. 그는 여기서 당시의 정치와 경제 및 문화 등 각 방면에 주목할 만한 많은 견해를 피력해 놓기도 했다.

### 사대부 특권론 비판
그는 사대부의 특권을 비판하였다. 이중환에 의하면 원래는 사대부(士大夫)란 것이 따로 없고 모두 민(民)으로 되어 있었으며, 다만 성인과 현인들의 말과 뜻을 따르는 자들을 특별히 사대부라 칭했을 뿐이라 한다. 그는 민에는 네 가지가 있으나 본질적으로는 평등하다고 하는 평등론을 주장하였다. 계급이 발생하게 된 유래는 사회적 환경에 불과하다고 봤다.
사대부란 옛 성인(聖人)의 법도를 잘 지키고 예(禮)를 숭상하는 사람들의 집단이라고 하였다. 그는 사대부와 기타 계층을 구분한 사농공상의 등분은 단순히 직업상의 차이에 불과하다고 생각했으며, 직업의 귀천은 없다고 보았다. 그리고 지배계급의 특권을 전면 부정하였다.

### 경제관
경제관은 인간의 생산 활동을 중시하였다. 그는 사대부의 무위도식을 조롱하였는데, 인간은 그들 스스로를 위한 생산활동에 의해 의식을 해결해야 한다는 점을 역설하였다. 그는 실용적이지 못한 학문에 집착하는 사대부들을 아무런 이득을 가져다 주지 못하는 존재들이라며 비판하였다. 그는 인간은 스스로 자신의 삶을 해결해야 한다고 보았다. 따라서 지리적 환경을 가장 잘 이용해야 한다는 것이 기본적인 지론이었다. 가장 좋은 지리적 환경이란 기름진 땅이 제일이고, 배·수레와 사람 및 물자가 모여들어 필요한 것을 바꿀 수 있는 곳이 다음이라는 것이다.
그는 물자의 유통과 관련된 생리를 주거조건으로 매우 중시하여 배와 수레 사람 물자가 모여들어，있는 것과 없는 것을 서로 바꿀 수 있는 곳이 살기에 적합하다고 하였다．그 예로 태백산과 소백산 사이에 위치한 공주 및 안동 지역 일대를 지목하였다．그리고 평양, 충주, 상주, 대구, 진주 등 도회지는 대부분 강을 끼고 있어 하천을 이용한 수운(水運)이 편리하고 많은 도로가 결집돼 교역이 활발하게 이뤄지는 곳이라고 지적하였다. 그는 교통의 용이성, 상업이 발달하고 유통 경제가 활성화되던 당시의 변화되는 상황을 주목하면서 이를 주거조건 선정에 반영하기도 하였다.
그는 특정 부농과 지주들의 재원 독점을 지적하고 이 문제를 조정이 나서서 해결할 것을 역설하였다. 수전(水田)의 벼 생산량이나 각 지방의 특수농작물에 대해서도 대단한 관심을 기울였다. 즉, 부농들이 진안의 담배밭, 전주의 생강밭, 임천·한산의 모시밭, 안동·예안의 왕골밭(龍鬚田)등을 매점해서 금전적, 재정적 폭리를 취하는 자원으로 삼고 있다는 것이다.

### 사회 개혁론
그는 상업을 천시하지만 말고 상업을 이용하는 방안을 비전으로 제시하였다. 상업적 농업도 중시해 상업의 발달은 필연적으로 도시의 발전과 교역의 증대를 가져온다고 보았다. 상업이 천하다고 해도 경제적 이윤이 없다면 생활이 불가능하다고 보았다. 그는 조선의 금강, 한강, 예성강, 대동강, 섬진강 등 상선의 운영과 무역선의 유입에 좋은 지리적 조건들을 각지에 갖추고 있으나, 상업을 천시 여겨 이것을 최대한 이용하지 못하고 조선술의 미발달 때문에 운송수단으로는 수레보다도 불리한 말(馬)로써 물자와 사람을 운송하고 있음을 지적하여 운반수단의 개선을 주장하기도 하였다.
그의 이러한 사상은 당색은 다르지만 실용적인 학문을 추구하던 노론 북학파인 박지원(朴趾源), 박제가(朴齊家) 등에게도 수용되어 배·수레의 제조, 활용론을 제기하는데 영향을 주었다.

## 가족 관계
- 증조부 : 이숭진(李崇鎭)
  - 조부 : 이영(李泳)
  - 조모 : 동래정씨, 정만호의 딸
    - 아버지 : 이진휴(李震休, ? - 1710년)
    - 어머니 : 함양 오씨
      - 부인 : 사천 목씨(? - 1732년)

  - 외조부 : 오상주(吳相胄)
    - 장인 : 목임일(睦林一)

## 평가
인문 지리학의 선구자(先驅者)라는 평가가 있다. 30년간 전국을 돌면서 지리와 사회·경제를 연구해 <택리지>를 지음으로써 인문지리학의 발달에 크게 기여했다는 시각도 있다. 30년간 전국을 돌면서 지리와 사회·경제를 연구해 <택리지>를 지음으로써 인문지리학의 발달에 크게 기여했다.
그러나 그의 사상은 풍수지리적인 경지를 완전히 벗어나지는 못하였다는 한계점도 지적된다. 이는 주로 시대적인 한계와 사회적인 한계, 세대의 한계에서 온 것이었고 정치, 사회, 경제적 관점에 있어서도 마찬가지였다는 비판도 존재한다. 또한 신분제를 전면 철폐하자는 것에는 반대하였는데, 그것은 그의 양반이라는 신분적인 한계도 지적된다.

## 같이 보기
- 택리지
- 풍수지리학
- 이익
- 윤선도
- 김정호
- 신임사화

## 관련 서적
- 박경남, 《이중환, 유토피아를 묻다》 (포럼, 2008)
- 이중환, 《이중환:택리지》 (이익성 옮김, 한길사, 1992)
- 한영우, 《한국사 인물 열전 2》 (돌베개, 2003)

## 참고 문헌
- 권정화 (1999년 2월). “이중환의 국토편력과 지리사상”. 《월간국토》 (1999년 2월호). 2005년 3월 10일에 원본 문서 (HTML)에서 보존된 문서. 2009년 1월 19일에 확인함.
- 이중환의 국토편력과 지리사상
- 이 문서에는 다음커뮤니케이션(현 카카오)에서 GFDL 또는 CC-SA 라이선스로 배포한 글로벌 세계대백과사전의 내용을 기초로 작성된 글이 포함되어 있습니다.